# NGC 23
NGC 23 là một thiên hà xoắn ốc nằm trong chòm sao Pegasus, cách Ngân Hà khoảng 173,5 triệu năm ánh sáng. Nó được phát hiện bởi William Herschel vào ngày 10 tháng 9 năm 1784.

Trong Cẩm nang của Người quan sát bầu trời sâu của Hội Webb, sự xuất hiện trực quan của NGC 23 được mô tả như sau: 
 Sáng, hình elip mở rộng; một cấu trúc hạt nhân sáng được kéo dài đáng chú ý; hai cải tiến xoắn ốc yếu xuất hiện từ hai phía đối diện của hạt nhân, một uốn cong về phía một ngôi sao sáng gắn ở đầu phía nam. Thiên hà có khả năng tương tác với NGC 9.

## Bộ sưu tập

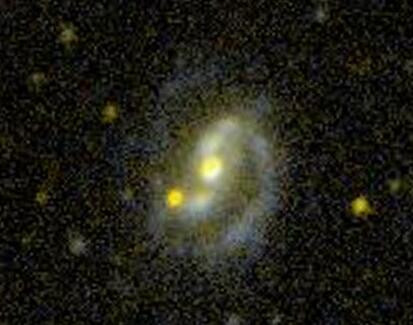
GALEX (tia cực tím)
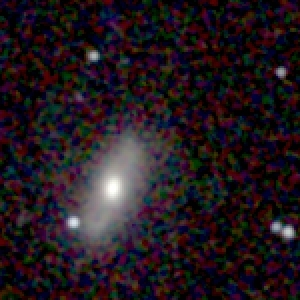
2MASS (cận hồng ngoại)
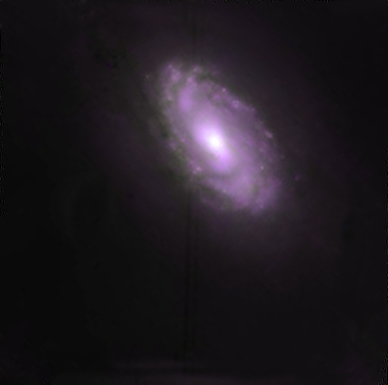
Hubble (quang)